# Jurij Czyrkow
Jurij Iwanowycz Czyrkow, ukr. Юрій Іванович Чирков, ros. Юрий Иванович Чирков, Jurij Iwanowicz Czirkow (ur. 22 grudnia 1947 we wsi Korołewo, w obwodzie zakarpackim, Ukraińska SRR, zm. 19 kwietnia 2014 w Użhorodzie, Ukraina) – ukraiński piłkarz, grający na pozycji pomocnika, trener piłkarski.

## Kariera piłkarska

### Kariera klubowa
Wychowanek miejscowego zespołu Łokomotyw Korołewo. 1965 roku rozpoczął karierę piłkarską w sąsiednim klubie Płastmasowyk Wynohradiw, skąd w 1966 roku został zaproszony do Werchowyny Użhorod. Jesienią 1966 został powołany do wojska i potem służył w dalekim kazachskim mieście Prioziorsk. Po zakończeniu służby wojskowej pozostał piłkarzem klubu Karpaty Mukaczewo, gdzie otrzymał opaskę kapitana zespołu. W 1971 roku ponownie został zaproszony do Werchowyny, która po roku zmieniła nazwę na Howerła Użhorod. W 1980 zakończył karierę wiele lat pełniąc funkcje kapitana drużyny.

## Kariera trenerska
Karierę szkoleniowca rozpoczął po zakończeniu kariery piłkarza. Najpierw pomagał trenować Howerłę, która potem zmieniła nazwę na Zakarpattia Użhorod. W 1991 awansował na stanowisko dyrektora technicznego klubu, a od sierpnia 1992 do lipca 1993 oraz od marca do lipca 1995 stał na czele Zakarpattia. Również w 1991 roku, pod jego kierownictwem drużyna brała udział w ćwierćfinale Pucharu Ukraińskiej SRR. W latach 1994–1998 trenował amatorski zespół z węgierskiego miasta Nyíregyháza, który uczestniczył w rozgrywkach mistrzostw Komitatu Szabolcs-Szatmár-Bereg. W 1999 trenował dzieci w Szkole Piłkarskiej w Pereczynie, a w latach 2000-2004 pracował Szkole Piłkarskiej nr 1 w Użhorodzie.
Zmarł 19 kwietnia 2014 w wieku 66 lat.

## Sukcesy i odznaczenia

### Sukcesy piłkarskie
Howerła Użhorod
- wicemistrz Ukraińskiej SRR: 1972
- ćwierćfinalista Pucharu Ukraińskiej SRR: 1974

Karpaty Mukaczewo
- brązowy medalista Ukraińskiej SRR: 1969

### Sukcesy trenerskie
Zakarpattia Użhorod
- ćwierćfinalista Pucharu Ukraińskiej SRR: 1991

### Sukcesy indywidualne
- 29 miejsce w nominacji najlepszy piłkarz Ukraińskiej SRR: 1969